# Teodor el Capadoci (mestre dels soldats)
Teodor (en llatí: Theodorus) va ser un oficial de l'Imperi Romà d'Orient del segle vi, actiu durant el regnat de l'emperador Justinià I (r. 527–565). Nadiu de l'Orient, va servir a Àfrica sota Salomó i va tenir important paper en la pacificació de la província recentment-conquerida. Procopi de Cesarea va afirmar que Teodor era enemic de Salomó i suposadament va ser aclamat líder de les tropes amotinades a l'hipòdrom de Cartago el 536.

## Biografia
Teodor era nadiu de la Capadòcia, a l'Anatòlia. Apareix per primera vegada el 534, quan va ser enviat amb Ildíger per l'emperador de Constantinoble a l'Àfrica amb un exèrcit per a servir a Salomó. La seva posició és incerta, però tal vegada era un dels comandants amb més alta posició, tal vegada mestre dels soldats vacant. En la Pasqua del 536, a Cartago, Teodoro va ser enviat per Salomó per a pacificar les tropes amotinades que s'havien reunit a l'hipòdrom. Ells van ignorar les seves temptatives de dissuadir-los de la rebel·lió. Segons Procopi, Teodoro era conegut opositor de Salomó i sospitós de conspirar contra ell, motiu pel qual les tropes ràpidament el van aclamar el seu líder i es van apressar per a arribar al palau. Aquella nit, quan les tropes amotinades estaven dormint, Salomó, Martí i altres, incloent Procopi, van anar a la casa de Teodor, que els va donar menjar i els va escortar al port perquè poguessin escapar.
Des d'un lloc segur, Salomó va escriure a Teodor ordenant-li que prengues cura de Cartago mentre sol·licitava ajuda de Belisari. Per tant després, quan el líder rebel Estotzes es va aproximar a Cartago i va exigir la seva rendició, Belisari va arribar a temps d'aixecar el setge. Després de la batalla del riu Bàgrades el 536, els rebels foren expulsats, Belisari va confiar a Ildíger i Teodor la protecció de Cartago mentre ell retornava a Sicília. Teodor aparentment va romandre a Àfrica durant el mandat de Germà, el successor de Salomó, i el 537 va acompanyar l'exèrcit que va marxar un cop més contra Estotzes. Va liderar una de les 3 divisions en les quals la cavalleria va ser disposada en l'ala dreta en la Batalla de les Escales Ancestrals. Poc després de la batalla, Teodoro va ser informat per un dels seus associats íntims, Asclepíades, que una conspiració planejada per Màxim, un dels seus propis guàrdies pretenia tornar a sublevar l'exèrcit. Teodor va informar a Germà, que va fer crucificar o empalar a Màxim davant la tropa com a escarment.